# Rock Your Body
Rock Your Body (englisch für „Rocke deinen Körper“) ist ein Lied des US-amerikanischen Sängers Justin Timberlake aus dem Jahr 2003.

## Entstehung und Veröffentlichung
Das Lied wurde vom Interpreten selbst, zusammen mit dem Produzenten-Duo The Neptunes (Chad Hugo und Pharrell Williams), getextet beziehungsweise komponiert. Die Neptunes zeichneten darüber hinaus auch für die Produktion verantwortlich.
Die Erstveröffentlichung von Rock Your Body erfolgte als Teil von Justin Timberlakes Debütalbum Justified am 4. November 2002 bei Jive Records. Nachdem das Stück am 17. März 2003 zunächst als Airplay erschien, wurde es am 25. April 2003 als dritte Single aus dem Album ausgekoppelt. Diese erschien auf CD und weltweit in verschiedenen Ausführungen, die sich durch die Auswahl und Anzahl der B-Seiten unterscheiden.
Größere Aufmerksamkeit erhielt das Lied durch den Nipplegate-Skandal, bei der Janet Jackson und Justin Timberlake in der Halbzeitpause des 38. Super Bowls am 1. Februar 2004 Rock Your Body interpretierten.

## Inhalt
Im Lied geht es um das lyrische Ich, das sein Gegenüber zum Tanzen auffordert. Es meint, es solle nicht so schnell weg gehen, denn es möchte seinen Körper (bis zum Morgengrauen) rocken. („Don't be so quick to walk away. Dance with me. I wanna rock your body, please stay. Dance with me. You don't have to admit you wanna play. Dance with me. Just let me rock you 'til the break of day. Dance with me.“).
Musikalisch signifant ist bei dem Titel die sogenannte Human Beatbox bei Timberlakes Beatboxsolo.

## Musikvideo
Das Musikvideo entstand unter der Regie von Francis Lawrence. Die Tänzerin wurde von der Schauspielerin Staci B. Flood dargestellt. Das Video verzeichnet aktuell über 195 Millionen Aufrufe auf der Videoplattform YouTube.

## Kommerzieller Erfolg

### Chartplatzierungen
| ChartsChartplatzierungen       | Höchstplatzierung | Wochen |
| ------------------------------ | ----------------- | ------ |
| Deutschland (GfK)              | 25 (10 Wo.)       | 10     |
| Österreich (Ö3)                | 56 (9 Wo.)        | 9      |
| Schweiz (IFPI)                 | 34 (19 Wo.)       | 19     |
| Vereinigte Staaten (Billboard) | 5 (22 Wo.)        | 22     |
| Vereinigtes Königreich (OCC)   | 2 (14 Wo.)        | 14     |

| ChartsJahrescharts (2003)      | Platzierung |
| ------------------------------ | ----------- |
| Vereinigte Staaten (Billboard) | 32          |
| Vereinigtes Königreich (OCC)   | 55          |

### Auszeichnungen für Musikverkäufe
| Land/Region                  | Auszeichnungen für Musikverkäufe (Land/Region, Auszeichnung, Verkäufe) | Verkäufe  |
| ---------------------------- | ---------------------------------------------------------------------- | --------- |
| Australien (ARIA)            | 2× Platin                                                              | 140.000   |
| Brasilien (PMB)              | Gold                                                                   | 30.000    |
| Dänemark (IFPI)              | Platin                                                                 | 90.000    |
| Deutschland (BVMI)           | Gold                                                                   | 300.000   |
| Italien (FIMI)               | Gold                                                                   | 50.000    |
| Neuseeland (RMNZ)            | 3× Platin                                                              | 90.000    |
| Vereinigte Staaten (RIAA)    | Gold                                                                   | 2.000.000 |
| Vereinigtes Königreich (BPI) | 2× Platin                                                              | 1.200.000 |
| Insgesamt                    | 4× Gold · 8× Platin ·                                                  | 3.900.000 |

Hauptartikel: Justin Timberlake/Auszeichnungen für Musikverkäufe